# Damien Ryan
Damien Ronald Ryan (Gisborne, 20 settembre 1979) è un ex cestista australiano con cittadinanza irlandese.

## Carriera
Con l'Australia ha disputato i Campionati oceaniani del 2007.